# 广西壮族自治区桂林图书馆
广西壮族自治区桂林图书馆，俗称桂林图书馆，简称桂图。原馆舍位于榕湖北路15号。始建于清宣统元年（1909年），是广西建馆最早的图书馆。其先后易名“广西图书馆”、“广西省第一图书馆”、“广西壮族自治区第一图书馆”，1980年改为现名，沿袭省馆建制。

## 总馆与分馆
- 临桂总馆：临桂区平桂西路一院两馆内
- 安新分馆：象山区安新北路7号
- 榕湖分馆：秀峰区榕湖北路15号